# Persone di nome Betty
| Questa pagina contiene informazioni ricavate automaticamente dalle voci biografiche con l'ausilio del template Bio e di un bot. L'aggiornamento è periodico e automatico e ricostruisce completamente la pagina. Se manca una persona in questa lista, sei pregato di non aggiungerla, ma accertati piuttosto che la sua voce biografica contenga il template Bio e che i dati anagrafici siano correttamente compilati. Se il template Bio manca, inseriscilo tu stesso o, in alternativa, metti l'avviso {{tmp\|Bio}} che ne segnala la mancanza. Se i dati riportati sono sbagliati, correggi direttamente la voce biografica; le modifiche saranno visibili in questa lista entro pochi giorni. Per chiarimenti vedi il progetto antroponimi. La lista contiene solo le 68 persone che sono citate nell'enciclopedia e per le quali è stato implementato correttamente il template Bio. Pagina aggiornata al 6 ago 2025. |

Questa è una lista di persone presenti nell'enciclopedia che hanno il nome Betty, suddivise per attività principale.

## Artiste(1)
- Betty Parsons, artista e collezionista d'arte statunitense (New York, n. 1900 - New York, † 1982)

## Attiviste(3)
- Betty Friedan, attivista statunitense (Peoria, n. 1921 - Washington, † 2006)
- Betty Shabazz, attivista statunitense (Pinehurst, n. 1936 - New York, † 1997)
- Betty Williams, attivista britannica (Belfast, n. 1943 - Belfast, † 2020)

## Attrici(34)
- Julie Adams, attrice statunitense (Waterloo, n. 1926 - Los Angeles, † 2019)
- Betty Arlen, attrice e ballerina statunitense (Providence, n. 1909 - Farmington, † 1966)
- Lauren Bacall, attrice statunitense (New York, n. 1924 - New York, † 2014)
- Betty Balfour, attrice britannica (Chester-le-Street, n. 1903 - Weybridge, † 1977)
- Betty Bird, attrice austriaca (Vienna, n. 1901 - Roma, † 1998)
- Betty Blythe, attrice statunitense (Los Angeles, n. 1893 - Woodland Hills, † 1972)
- Betty Boyd, attrice statunitense (Kansas City, n. 1908 - Los Angeles, † 1971)
- Betty Brice, attrice statunitense (Sunbury, n. 1888 - Van Nuys, † 1935)
- Betty Bronson, attrice statunitense (Trenton, n. 1906 - Pasadena, † 1971)
- Betty Brown, attrice statunitense (n. 1892 - Victorville, † 1975)
- Betty Buckley, attrice e cantante statunitense (Big Spring, n. 1947)
- Betty Ross Clarke, attrice statunitense (Langdon, n. 1892 - Los Angeles, † 1970)
- Betty Compson, attrice e produttrice cinematografica statunitense (Beaver, n. 1897 - Glendale, † 1974)
- Kathleen Crowley, attrice statunitense (Green Bank, n. 1929 - Green Bank, † 2017)
- Betty Ann Davies, attrice britannica (Londra, n. 1910 - Manchester, † 1955)
- Betty Field, attrice statunitense (Boston, n. 1913 - Hyannis, † 1973)
- Betty Francisco, attrice statunitense (Little Rock, n. 1900 - El Cerrito, † 1950)
- Betty Garde, attrice statunitense (Filadelfia, n. 1905 - Los Angeles, † 1989)
- Betty Garrett, attrice statunitense (Saint Joseph, n. 1919 - Los Angeles, † 2011)
- Betty Lou Gerson, attrice e doppiatrice statunitense (Chattanooga, n. 1914 - Los Angeles, † 1999)
- Betty Gilpin, attrice statunitense (New York, n. 1986)
- Betty Harte, attrice e sceneggiatrice statunitense (Lebanon, n. 1882 - Sunland, † 1965)
- Betty Hutton, attrice e cantante statunitense (Battle Creek, n. 1921 - Palm Springs, † 2007)
- Betty Lou Keim, attrice statunitense (Malden, n. 1938 - Chatsworth, † 2010)
- Betty Lynn, attrice statunitense (Kansas City, n. 1926 - Mount Airy, † 2021)
- Betty May, attrice statunitense (Cripple Creek, n. 1904 - Los Angeles, † 1949)
- Betty Miller, attrice statunitense (Boston, n. 1925 - New York, † 2004)
- Betty Nansen, attrice, regista e direttrice teatrale danese (Copenaghen, n. 1873 - Copenaghen, † 1943)
- Betty Schade, attrice tedesca (Bremerhaven, n. 1895 - Los Angeles, † 1982)
- Betty Sun, attrice cinese (Shanghai, n. 1982)
- Betty Thomas, attrice, regista e produttrice cinematografica statunitense (St. Louis, n. 1948)
- Betty Loh Ti, attrice cinese (Shanghai, n. 1937 - Hong Kong, † 1968)
- Betty Ting Pei, attrice e produttrice cinematografica taiwanese (Taipei, n. 1947)
- Betty White, attrice e conduttrice televisiva statunitense (Oak Park, n. 1922 - Los Angeles, † 2021)

## Cantanti(8)
- Betty Carter, cantante statunitense (Flint, n. 1929 - New York, † 1998)
- Betty Curtis, cantante italiana (Milano, n. 1936 - Lecco, † 2006)
- Betty Davis, cantante statunitense (Durham, n. 1944 - Homestead, † 2022)
- Betty Everett, cantante statunitense (Greenwood, n. 1939 - Beloit, † 2001)
- Bettye LaVette, cantante statunitense (Muskegon, n. 1946)
- Betty Mars, cantante e attrice francese (Parigi, n. 1944 - Parigi, † 1989)
- Betty Missiego, cantante spagnola (Lima, n. 1938)
- Betty Owczarek, cantante e personaggio televisivo belga (Courtrai, n. 1976)

## Cantautrici(2)
- Betty Vittori, cantautrice e musicista italiana (Salò, n. 1958)
- Betty Wright, cantautrice statunitense (Miami, n. 1953 - Miami, † 2020)

## Cestiste(3)
- Betty Lennox, ex cestista statunitense (Oklahoma City, n. 1976)
- Betty Saavedra, ex cestista boliviana (Oruro, n. 1955)
- Betty Scott, ex cestista statunitense (Tonkawa, n. 1941)

## Filantrope(1)
- Betty von Rothschild, filantropa austriaca (Vienna, n. 1805 - Parigi, † 1886)

## Insegnanti(1)
- Betty Bumpers, docente, attivista e politica statunitense (Contea di Prairie, n. 1925 - Little Rock, † 2018)

## Martelliste(1)
- Betty Heidler, martellista tedesca (Berlino, n. 1983)

## Mezzofondiste(1)
- Betty Molteni, ex mezzofondista italiana (Besana in Brianza, n. 1962)

## Modelle(2)
- Betty Blue, modella, showgirl e attrice statunitense (West Memphis, n. 1931 - † 2000)
- Betty Cantrell, modella statunitense (Warner Robins, n. 1994)

## Orientiste(1)
- Betty Ann Bjerkreim Nilsen, orientista e ex fondista norvegese (Stavanger, n. 1986)

## Politiche(3)
- Betty Boothroyd, politica britannica (Dewsbury, n. 1929 - Cambridge, † 2023)
- Betty McCollum, politica statunitense (Minneapolis, n. 1954)
- Betty Sutton, politica statunitense (Barberton, n. 1963)

## Sceneggiatrici(1)
- Betty Burbridge, sceneggiatrice e attrice statunitense (San Diego, n. 1895 - Tarzana, † 1987)

## Scrittrici(2)
- Betty Gilmore, scrittrice, cantante e poetessa statunitense (Oklahoma City)
- Lauren Haney, scrittrice statunitense (n. 1936)

## Tenniste(2)
- Betty Nuthall, tennista britannica (Kingston upon Thames, n. 1911 - New York City, † 1983)
- Betty Stöve, ex tennista olandese (Rotterdam, n. 1945)

## Senza attività specificata(2)
- Betty Ong, statunitense (San Francisco, n. 1956 - New York, † 2001)
- Betty Reid Soskin, statunitense (Detroit, n. 1921)